# Chelsea Embankment

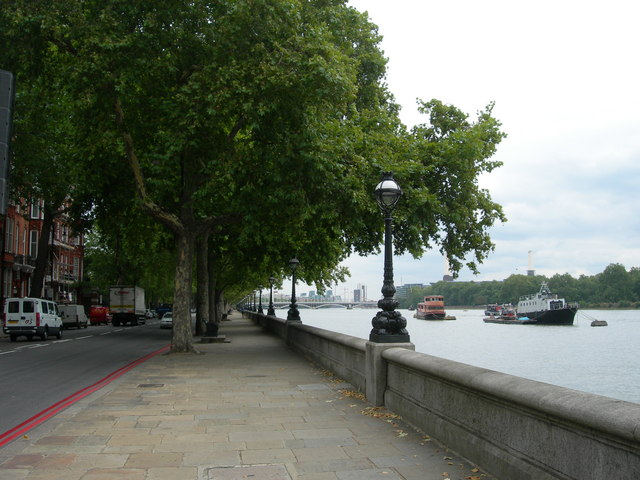

Chelsea Embankment är en gata och ett promenadstråk längs Themsens norra strand mellan Chelsea Bridge och Battersea Bridge. De byggdes mellan år 1871 och 1984 för att skydda flodbrädden mot översvämningar och samtidigt ge plats till en väg och en trottoar. Bygget omvandlade det pittoreska landskapet, som har skildrats av bland andra William Turner, till ett område med Joseph Bazalgettes vackra parker.
Granitmurarna ändrade Themsens lopp  från en naturlig flod till en omkring 200 meter bred kanal och parkerna dolde de avloppssystem som hade byggts för att minska sjukdomar och dålig lukt i området. Chelsea Embankment, som är cirka 1,6 kilometer lång, kostade £270 000 att bygga och betecknas som en av tidens stora ingenjörsbedrifter. Den invigdes officiellt 9 maj 1874 av prins Alfred, drottning Victorias andre son.
Upprustningen av området gjorde att tomtpriserna steg och de gamla husen ersattes av nya i rött tegel. Den del av Chelsea Embankment som ligger mellan Battersea Bridge och Albert Bridge  kuturskyddades år 1969.

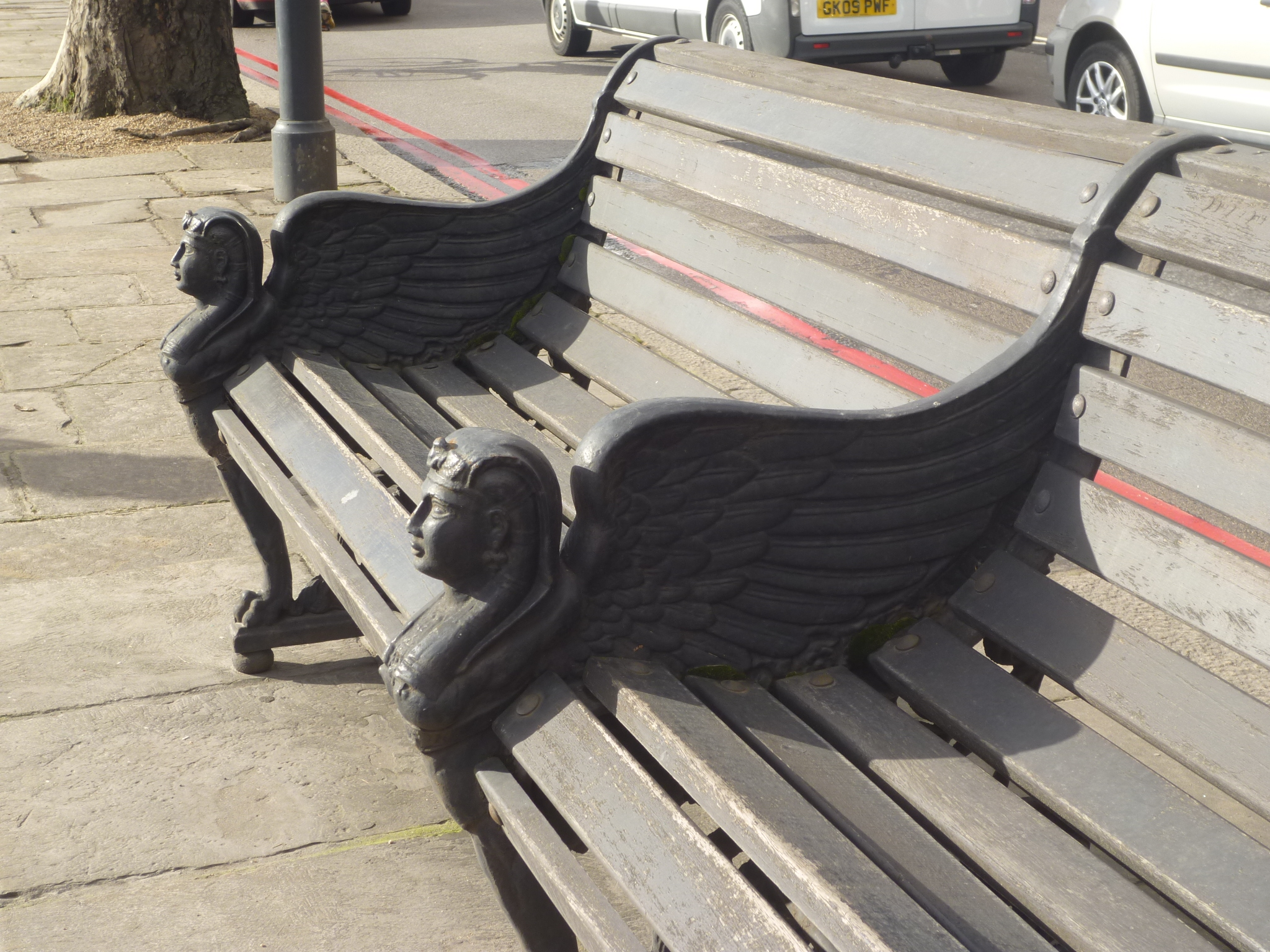
Egyptiskinspirerad bänk.
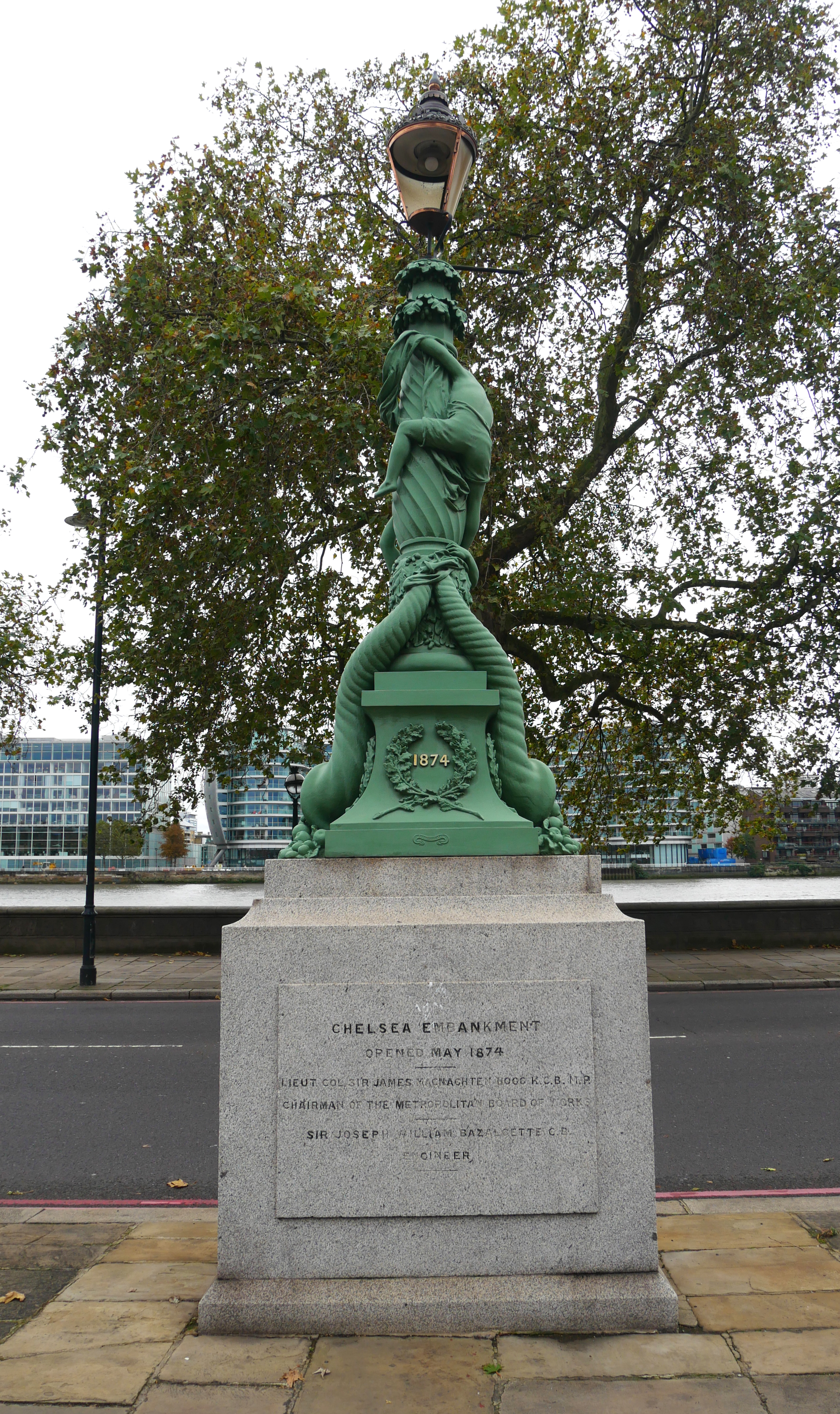
Gatlykta.